# Артур Крудап
А́ртур Ві́льям «Біг-Бой» Кру́дап (англ. Arthur William "Big Boy" Crudup), 24 серпня 1905, Форест, Міссісіпі, США — 28 березня 1974, Нассавадокс, Вірджинія, США) — американський блюзовий співак, гітарист і автор пісень. Окрім блюзів, він відомий як автор таких всесвітньо відомих пісень, как «That's All Right» (1946), «My Baby Left Me» і «So Glad You're Mine», які виконували Елвіс Преслі і десятки інших музикантів.

## Біографія
Народився 24 серпня 1905 року в Форесті, штат Міссісіпі. Деякий час він жив і працював сезонним робітником в штатах Півдня і Середнього Заходу США, а в 1926 році разом з сім'єю повернувся в Міссісіпі. Він співав пісні в жанрі госпел, а пізніше почав кар'єру блюзового співака в районі міста Кларксдейл. У 1939 році Крудап у складі госпел-квартету The Harmonizing Four відвідав Чикаго, а потім вирішив залишився там, щоб почати сольну кар'єру, проте ледве зводив кінці з кінцями, заробляючи на життя як вуличний музикант. На вулиці Крудапа випадково помітив музичний продюсер Лестер Мелроуз. Він познайомив Крудапа з блюзовим музикантом Тампою Редом, а також допоміг йому підписати контракт з компанією звукозапису Bluebird Records, дочірнім лейблом RCA Records.
Крудап співпрацював з RCA в кінці 1940-х років, а також Ace, Checker і Trumpet на початку 1950-х років. Гастролював по всій країні, зокрема, разом з Сонні Бой Вільямсоном II і Елмором Джеймсом (близько 1948) виступав у негритянських клубах Півдня. Крудап також записувався під псевдонімами Елмер Джонс і Лі Персі Крудап. На Півдні особливою популярністю користувалися такі його пісні, як «Mean Old 'Frisco Blues», «Who's Been Foolin' You» і «That's All Right».
У 1950-х роках Крудап, незадоволений гонорарами, перестав записувати пісні. Його останній запис в Чикаго відбувся в 1951 році, а в 1952—1954 роках він записувався для лейблу Victor Records на радіостанції WGST в Атланті, штат Джорджія. У 1962 році Крудап повернувся до гастролей і запису пісень для лейблу Fire (Mean Ol' Frisco). Крудапа іноді стали називати «батьком рок-н-ролу», проте він сприйняв цей титул з деяким збентеженням.
Оскільки його гонорари були невеликі, Крудапу довелося підробляти різноробом. Він повернувся в Міссісіпі, де зайнявся бутлегерством, а згодом переїхав до Вірджинії, де працював музикантом і робітником. У середині 1960-х років Крудап знову зайнявся бутлегерством і працював найманим працівником, головним чином на фермах штату Вірджинія, де він жив зі своєю родиною, у тому числі з трьома синами і декількома братами і сестрами. У 1967 році записав для Delmark альбом Look on Yonder's Wall (1968). Потім у 1967—69 роках записав також на Delmark Crudup's Mood, який вийшов близько 1971 року. На початку 1970-х років місцеві активісти Селія Сантьяго і Маргарет Картер допомагали Крудапу в його спробах домогтися справедливих гонорарів, однак без значного успіху.
У 1970 році Крудап з'їздив до Великої Британії, де з місцевими музикантами записав альбом Roebuck Man. На своєму останньому концерті він виступив разом з Бонні Рейтт.
Помер 28 березня 1974 року від серцевого нападу, викликаного проблемами із серцево-судинною системою і цукровим діабетом, у лікарні Нассавадокса, округ Нортгемптон, Вірджинія. Похований на кладовищі Бетел в Френктауні, округ Нортгемптон, Вірджинія.

## Родина
Його сини Джеймс, Джонас і Джордж створили власний гурт у Флориді і записувалися як the Crudup Brothers. Його племінник, Роберт Ерл «Літтл Джуніор» Крудап, також виступав у 1980-х роках в Окленді, Каліфорнія.

## Визнання і пам'ять

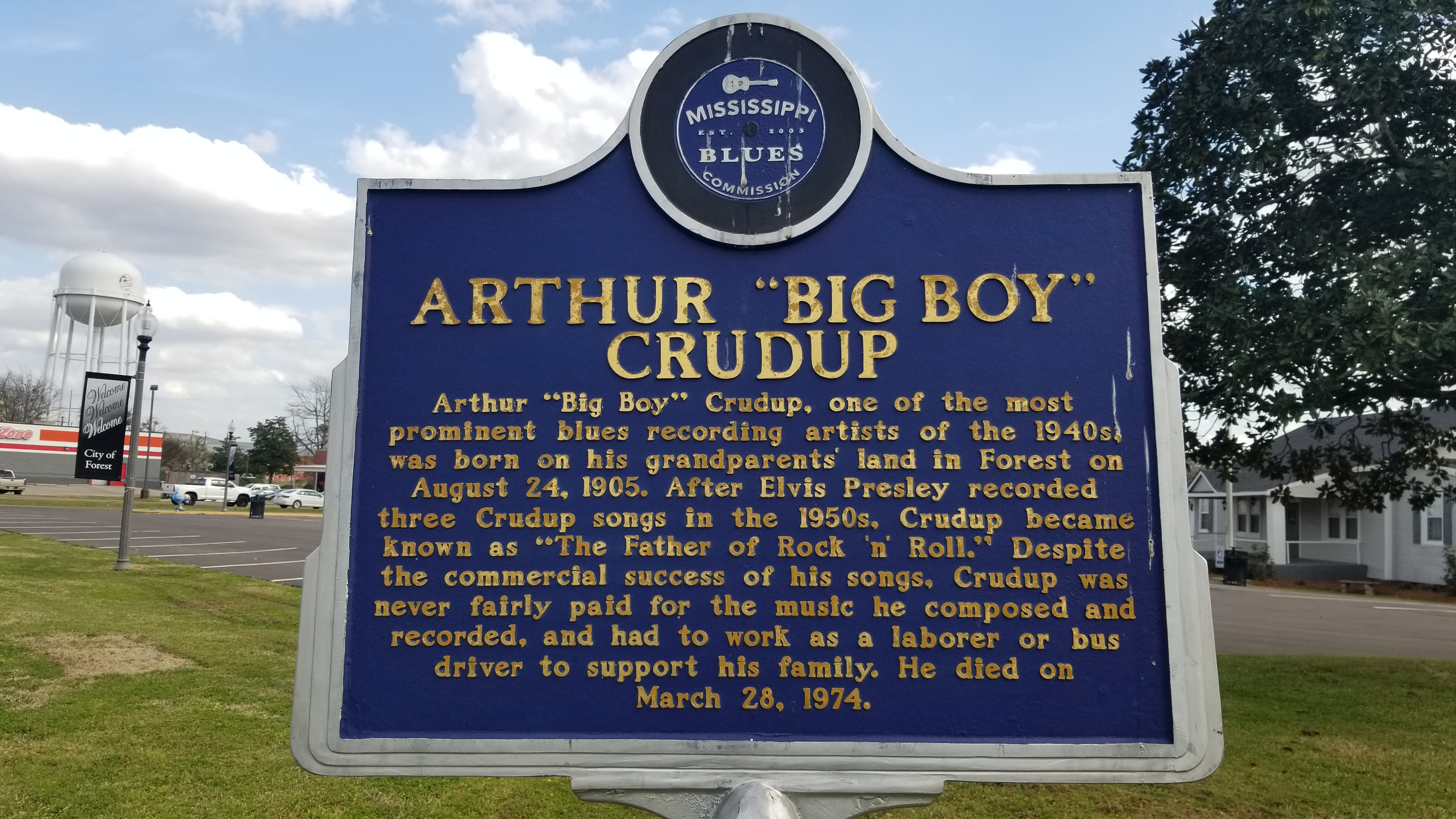
Вказівник «Міссісіпської стежки блюзу» у Форесті, Міссісіпі, де народився Крудап

1994 року ім'я музиканта посмертно внесено до Зали слави блюзу (в категорії «Виконавці»). У Форесті, у рідному місті Крудапа, був встановлений знак «Міссісіпської стежки блюзу».

## Дискографія

### Альбоми
- Mean Ol' Frisco (Fire, 1962)
- Look on Yonder's Wall (Delmark, 1968)
- Roebuck Man (United Artists, 1970)
- Crudup's Mood (Delmark, 1971)
- Arthur «BigBoy» Crudup Meets the Master Blues Bassists (Delmark, 1994); з Віллі Діксоном і Ренсомом Ноулінгом
- Sunny Road (Delmark, 2013; записаний 1969); з Джиммі Докінсом і Віллі Смітом

### Сингли
- «So Glad You're Mine»/«Ethel Mae» (RCA Victor, 1946)
- «Crudup's After Hours»/«That's All Right» (RCA Victor, 1946)
- «Anytime Is The Right Time»/«My Baby Left Me» (RCA Victor, 1951)
- «Worried About You Baby»/«Late In The Evening» (RCA Victor, 1952)
- «My Wife And Woman»/«The War Is Over» (RCA Victor, 1954)
- «Rock Me, Mama»/«Mean Ole Frisco» (Fire, 1962)
- «Dig Myself A Hole»/«Katie Mae» (Fire, 1962)